# Ussuriella
Ussuriella es un género de foraminífero bentónico considerado homónimo posterior de Ussuriella Paranomov, 1929, y sinónimo posterior de Kahlerina de la subfamilia Kahlerininae, de la familia Verbeekinidae, de la superfamilia Fusulinoidea, del suborden Fusulinina y del orden Fusulinida. Su especie tipo era Ussuriella ussurica. Su rango cronoestratigráfico abarcaba el Lopingiense (Pérmico superior).

## Discusión
Clasificaciones más recientes incluirían Ussuriella en la superfamilia Neoschwagerinoidea, y en la subclase Fusulinana de la clase Fusulinata.

## Clasificación
Ussuriella incluía a la siguiente especie:
- Ussuriella ussurica †